# Fédération anglaise de rugby à XV
Pour les articles homonymes, voir Fédération anglaise de rugby.
La fédération anglaise de rugby à XV ou Rugby Football Union (RFU) est l'instance régissant le rugby à XV et le rugby à sept en Angleterre. Ses activités principales sont l'organisation de matchs internationaux, l'éducation et l'entraînement des joueurs et arbitres, des conférences. La RFU publie également des manuels et des guides pour les entraîneurs. Son siège social est situé à Twickenham, à l'intérieur du stade.

## Histoire
Durant le XIXe siècle le rugby n'était qu'un dérivé du football et n'avait pas de règles exactes.
Contrairement au football on pouvait porter le ballon (qui n'est pas encore ovale), former de gigantesques mêlées impliquant tous les joueurs, et on se distinguait encore plus par la capacité de stopper l'adversaire par un coup de pied (hacking) ou un croc en jambe (tripping). 
Les tenants du jeu au pied créèrent en 1863 la Football association (FA) pour se différencier de ces hérétiques. Cette dernière interdit l'usage de la main et les contacts.
En réponse, le 26 janvier 1871 vingt-et-un clubs anglais se réunissent dans un restaurant de Londres pour créer la Rugby Football Union (RFU) qui devra élaborer des règles pour ce nouveau sport. Vingt-deux clubs auraient dû être présents, mais le représentant des Wasps n'est jamais parvenu à cette réunion inaugurale. C'est Algernon Rutter qui est élu à la présidence de la toute nouvelle fédération.
Le 27 mars 1871 à Édimbourg, seulement deux mois après la fondation de la RFU, on organise la première rencontre internationale de l'histoire, entre l'Écosse et l'Angleterre. 
Puis en 1884 se dispute le premier Tournoi, réunissant quatre nations (Angleterre, Écosse, Irlande et pays de Galles).
L'International Rugby Board (IRB) - autorité suprême - sera fondé en 1887.
Des fédérations semblables seront créés pendant les années à venir en Irlande, au pays de Galles, en Écosse, en Nouvelle-Zélande, en Australie, en France, au Canada, en Afrique du Sud et aux États-Unis.
En 2022, la RFU interdit la pratique du rugby aux femmes transsexuelles.

## Logo

Évolution du logo
Ancien logo.
Logo actuel.

## Organisation
La RFU s'appuie sur 35 entités constituantes encadrant l'ensemble des clubs :
- les fédérations locales couvrant un à plusieurs comtés ;
- les fédérations de la British Army, de la Royal Air Force et de la Royal Navy ;
- les universités d'Oxford et de Cambridge ;
- la fédération des écoles anglaises et la fédération des étudiants anglais.

Les fédérations de comtés sont regroupés dans 4 fédérations régionales qui assurent l'organisation des compétitions de niveau National League 3 (cinquième division, équivalent anglais du championnat de France de troisième division fédérale) et en deçà :
- la London and South East Division Rugby Football Union regroupe les fédérations locales de Londres et du Sud-Est de l'Angleterre. Elle organise la National League 3 South-East ;
- la Rugby Football Union South West Division regroupe les fédérations locales du Sud-Ouest de l'Angleterre. Elle organise la National League 3 South West ;
- la Rugby Football Union Midland Division regroupe 6 fédérations locales du centre de l'Angleterre. Elle organise la National League 3 Midlands ;
- la Rugby Football Union Northern Division regroupe les fédérations locales du Nord de l'Angleterre. Elle organise la National League 3 North.

Dans les années 1970 à 1990, ces fédérations ont pu constituer des sélections régionales afin d'affronter les équipes nationales en tournée en Angleterre et notamment les All Blacks.